# 白背枫
白背枫（学名：Buddleja asiatica），又名揚波、山埔姜、白埔姜、驳骨丹，是玄参科醉鱼草属的植物。分布于老挝、巴布亚新几内亚、尼泊尔、菲律宾、马来西亚、越南、缅甸、巴基斯坦、柬埔寨、泰国、印度、台湾岛、印度尼西亚、不丹、锡金以及中国大陆的云南、四川、贵州、江西、湖南、陕西、湖北、广西、广东、西藏、福建、海南等地，生长于海拔200米至3,000米左右的開闊林地——無論是作為下層的灌木叢，還是作為一棵小樹。白背楓最初由若昂·德理路在1790年時被描述，並於1874年被引進英國，接著在1993年時獲得RHS花園功績獎。它在夏威夷、關島和北馬里亞納群島有著高度侵略性。
由于物種種類繁多，它因此獲得了很多別名。

## 描述
白背楓在野外最多可以生長到約7公尺。葉子通常是狹披針形至卵球型、長度不超過30釐米，由15毫米的葉柄連接到分枝的圓形。有著香甜氣味的花朵通常是白色的，有時是淡紫色，於冬末在細長的圓錐花序之又長又鬆散的分枝末端生長；根據不同的來源，其尺寸變化很大。倍性：2n = 38 (二倍體)

## 養殖
白背楓在英國並不完全耐寒，卻可以在南部至西部沿海地帶的南向牆壁上靠地生長，能承受低至0 °C（32 °F）左右的溫度。在長石公園苗圃存在一於玻璃下種植的標本，該公園位於漢普郡斯托克布里奇附近，是四個NCCPG國家收藏品持有者之一。
耐寒性：RHS H3 ，USDA 區域 9–10 。由於其廣泛的生態範圍、對受干擾地區的海拔和降雨能力之適應力，它很容易在熱帶地區自然化，並可能具有侵略性。

## 用途
在尼泊爾，白背楓的葉子被收集來作為馴養動物的飼料，且樹幹也能被劈成木柴。於加德滿都東邊的一處土著部落－薩米（尼泊爾語：थामी）的結婚儀式期間，新郎的女性親屬會配戴由白花製成的項鍊。